# Eilema griseotincta
Eilema griseotincta là một loài bướm đêm thuộc phân họ Arctiinae, họ Erebidae.